# Чума (роман)
«Чума́» (фр. La Peste) — роман французского писателя Альбера Камю (1947).
По словам автора, содержание «Чумы» — это борьба европейского сопротивления против нацизма и фашизма. Но этим содержание его не исчерпывается. Как отметил Альбер Камю, он «распространил значение этого образа (чумы) на бытие в целом». Это не только чума (коричневая чума, как называли фашизм в Европе), а зло вообще, неотделимое от бытия, свойственное ему всегда. Чума — это и абсурд, что осмысливается как форма существования зла, это и трагическая судьба, которая уменьшает переход самого писателя от одинокого бунтарства к определению сообщества, чью борьбу надо разделять, эволюции в направлении к солидарности и соучастия.

## Сюжет
Сюжет романа основывается на событиях чумного года в Оране (Алжир), ужасной эпидемии, которая толкнула горожан в пучину страданий и смерти. Рассказывает некий человек, который признаёт только факты. Стремится к точности их изложения, не прибегая ни к какому художественному украшению. По натуре, мировоззрением, характером занятий, ходом событий он ориентируется только на разум и логику, не признаёт двусмысленности, хаоса, иррациональности. Риэ выполняет свой долг врача, помогает больным, рискует собственной жизнью, ни разу не подвергнув сомнению свою роль в борьбе с конкретной болезнью, со злом вообще. Вокруг него собираются другие персонажи, такие как Тарру. Для них чума, зло — это нечто неотделимое от человека, и даже тот, кто не болеет, всё равно носит болезнь в своём сердце.
Люди доброй воли способны победить конкретное зло, но они не могут его уничтожить как категорию мироздания. И поэтому в финале романа под радостные возгласы горожан, которые празднуют освобождение от страшной болезни, доктор Риэ думает о том, что эта радость временная, он сознаёт, что «… возможно, наступит день, когда на горе людям, чума разбудит крыс и пошлёт их умирать на улице счастливого города».

## Стиль
Жанр романа-хроники предопределяет особенности стиля этого произведения. Подчёркнутая объективность определяет отбор лексики, лишённой яркой эмоционально-экспрессивной окраски, сдержанное изложение событий и комментариев к ним. Но общий смысл романа-притчи намного глубже. Он имеет «общечеловеческий» и вневременной подтекст. В философско-интеллектуальном понимании, его можно рассматривать как своеобразный авторский монолог. Отдельные персонажи, которые представляют его, воспроизводят разные стороны авторского мировоззрения. В этом смысле роман — это полилог и одновременно разговор с самим собой, что, однако не лишает персонажей индивидуальных черт, глубокой мотивации их поступков.
Особенности стиля романа подчёркивают последовательность развития творческой манеры у Альбера Камю, соблюдение традиций распространённого в новейшей интеллектуальной прозе жанра, который отмечается универсальностью содержания. «Чума» аллегорическая как древние мифы, как Библия, но в отличие от древних притч, которые тяготели к прямолинейным аллегориям, отмечается смысловой многозначностью. С этой точки зрения, роман Камю приближается к мифу, становится надкультурным явлением. «Чума» — одно из ярчайших повествований в этом жанре, наряду с «Моби Диком» Германа Мелвилла, «Процессом» Франца Кафки, «Котлованом» Андрея Платонова. Вместе с тем это — роман-предупреждение, роман-предостережение, что также делает его вневременным и общечеловеческим.

## Экранизация
В 1992 году вышел фильм «Чума» итальянского продюсера Джона Р. Пеппера и аргентинского кинорежиссёра Луиса Пуэнсо с Уильямом Хёртом, Сандрин Боннер и Робертом Дювалем в главных ролях. Действие в фильме перенесено в 1990-е годы в один из городов Южной Америки.